# Craterestra scalata
Craterestra scalata är en fjärilsart som beskrevs av W. Warren 1912. Craterestra scalata ingår i släktet Craterestra och familjen nattflyn. Inga underarter finns listade i Catalogue of Life.